# Mauler & Cie SA
La Maison Mauler est une entreprise vinicole située au Prieuré Saint-Pierre de Môtiers, en Suisse.

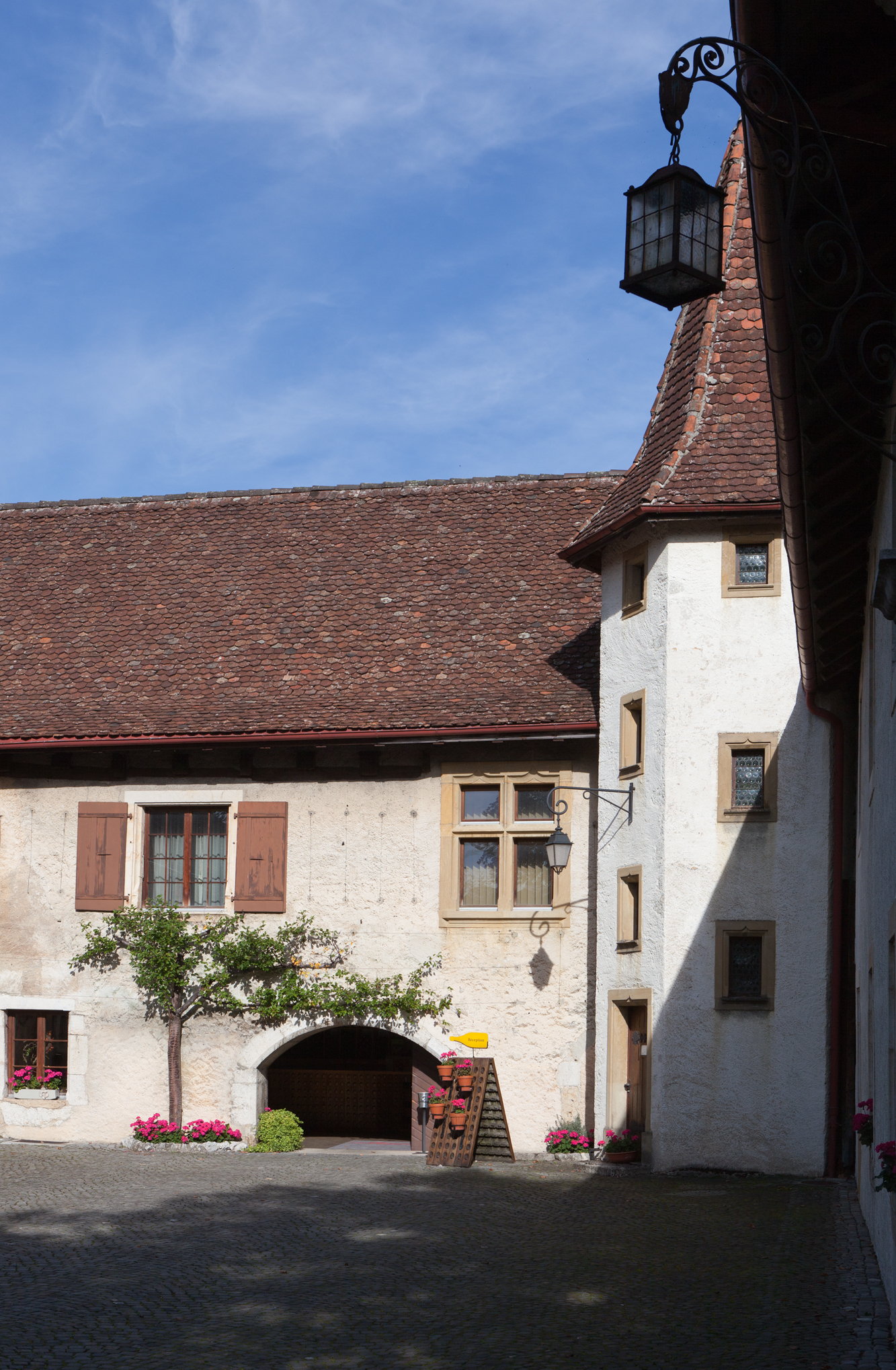
Prieuré de Môtiers

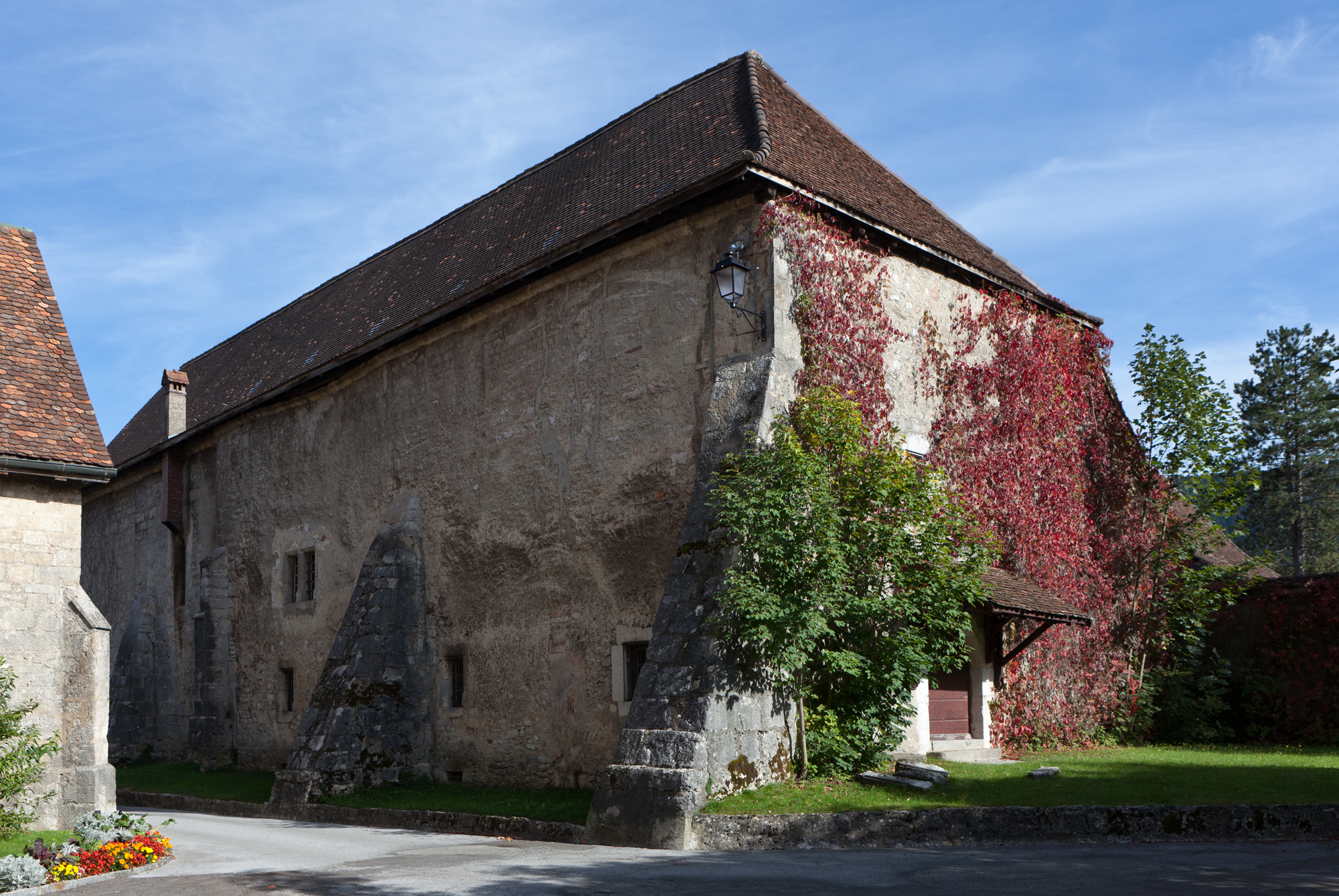
Prieuré de Môtiers

## Histoire
Dès 1829 on élabore des vins mousseux au prieuré. Charles-Louis Jeanrenaud Besson loue à son beau-frère Abram-Louis Richardet l'aile nord du prieuré où celui-ci crée un établissement de vins mousseux du pays, il s'est spécialisé dans la production de vins mousseux selon la méthode traditionnelle mais aussi de vins non mousseux suisses et étrangers, de liqueurs, d'eaux-de-vie, d'absinthe et de fromages.
Abram-Louis Richardet conservera son commerce jusqu'au 1er février 1859 et le remettra à cette date à Louis-Edouard Mauler. Dès lors, la famille Mauler dirigera l'entreprise. Depuis quatre générations, sous la direction successive de Charles (1878-1941), chimiste, Louis-Charles (1916-1975), économiste et œnologue, Jean-Pierre (1922-2008), ingénieur, Blaise-Alain (né en 1947), œnologue, et Jean-Marie (né en 1951), avocat.
Le Prieuré Saint-Pierre a été fondé au VIe siècle par des moines venus de Bourgogne. En 1536, après une présence ininterrompue de plus de mille ans, la Réforme protestante contraint les moines à fuir du Prieuré. Trois siècles plus tard, Louis-Edouard Mauler (1833-1914) s’y installe.
Un fonds d'archives sur la maison Mauler retrace son histoire de 1859-1954. Ce fonds est conservé aux Archives de l'État de Neuchâtel, il contient de la correspondance commerciale, des bilans annuels, la comptabilité (grands livres, factures, journal, caisse) journaux professionnels, réclames pour champagnes concurrents, documents touchant à la fabrication du champagne, carnet des vendanges et achats de vendanges, tirage pour l'année, vins en dépôt, etc. Le contenu détaillé de ce fonds est consultable dans le portail des archives neuchâteloises.

## Sources d'archives
- Fonds : Champagnes Mauler (1859-1954).  Cote : MAISON MAULER. Archives de l'État de Neuchâtel (présentation en ligne).